# Maxwell (futebolista)
Maxwell Scherrer Cabelino Andrade (Cachoeiro de Itapemirim, 27 de agosto de 1981) é um  ex-futebolista brasileiro de origem italiana e alemã que atuava como lateral-esquerdo.

## Carreira
A primeira convocação para a Seleção Brasileira foi em setembro de 2004 para dois jogos das Eliminatórias da Copa do Mundo FIFA de 2006 em outubro. Ele foi convocado por Carlos Alberto Parreira, mas não entrou em campo, tendo ficado na reserva de Roberto Carlos nas partidas contra Venezuela e Colômbia. Maxwell havia se destacado no Torneio Pré-Olímpico Sul-Americano Sub-23 para as Olimpíadas de Atenas, mesmo com o time não se classificando. No dia 7 de maio de 2014, foi convocado por Luiz Felipe Scolari para a Copa do Mundo de 2014.

## Estatísticas

### Seleção
| Brasil | Brasil | Brasil |
| Ano    | Jogos  | Gols   |
| ------ | ------ | ------ |
| 2013   | 7      | 0      |
| 2014   | 3      | 0      |
| Total  | 10     | 0      |

Todos os jogos pela seleção
| Nº | Data                   | Competição    | Local     |        | Placar | Adversário    | Gols |
| -- | ---------------------- | ------------- | --------- | ------ | ------ | ------------- | ---- |
| 01 | 14 de agosto de 2013   | Amistoso      | Basileia  | Brasil | 0–1    | Suíça         | —    |
| 02 | 7 de setembro de 2013  | Amistoso      | Brasília  | Brasil | 6–0    | Austrália     | —    |
| 03 | 10 de setembro de 2013 | Amistoso      | Boston    | Brasil | 3–1    | Portugal      | —    |
| 04 | 12 de outubro de 2013  | Amistoso      | Seul      | Brasil | 2–0    | Coreia do Sul | —    |
| 05 | 15 de outubro de 2013  | Amistoso      | Pequim    | Brasil | 2–0    | Zâmbia        | —    |
| 06 | 16 de novembro de 2013 | Amistoso      | Miami     | Brasil | 5–0    | Honduras      | —    |
| 07 | 19 de novembro de 2013 | Amistoso      | Toronto   | Brasil | 2–1    | Chile         | —    |
| 08 | 3 de junho de 2014     | Amistoso      | Goiânia   | Brasil | 4–0    | Panamá        | —    |
| 09 | 6 de junho de 2014     | Amistoso      | São Paulo | Brasil | 1–0    | Sérvia        | —    |
| 10 | 12 de julho de 2014    | Copa do Mundo | Brasília  | Brasil | 0–3    | Países Baixos | —    |

## Títulos
Cruzeiro
- Copa do Brasil: 2000

Ajax
- Campeonato Holandês: 2001–02, 2003–04
- Copa da Holanda: 2001–02, 2005–06
- Supercopa da Holanda: 2002, 2005

Internazionale
- Campeonato Italiano: 2006–07, 2007–08, 2008–09
- Copa da Itália: 2005–06
- Supercopa da Itália: 2006, 2008

Barcelona
- Copa do Mundo de Clubes da FIFA: 2009, 2011
- Liga dos Campeões da UEFA: 2010–11
- Supercopa da Europa: 2009, 2011
- Campeonato Espanhol: 2009–10, 2010–11
- Copa do Rei: 2008–09
- Supercopa da Espanha: 2009, 2010, 2011

Paris Saint-Germain
- Ligue 1: 2012–13, 2013–14, 2014–15, 2015–16
- Supercopa da França: 2013, 2015, 2016
- Copa da Liga Francesa: 2013–14, 2014–15, 2015–16, 2016–17
- Copa da França: 2014–15, 2015–16, 2016–17
- International Champions Cup: 2015